# Konami Antiques MSX Collection Ultra Pack
Konami Antiques MSX Collection Ultra Pack  (Japans: コナミアンティークス　ＭＳＸコレクション　ウルトラパック) is een compilatiespel dat werd ontwikkeld en uitgegeven door Konami. Het spel kwam in Japan op 23 juli 1998 uit voor de Sega Saturn. In totaal bevat het spel 30 spellen die waren bijgesloten waren in de volgende compilatiespellen:
- Konami Antiques: MSX Collection Vol. 1
- Konami Antiques: MSX Collection Vol. 2
- Konami Antiques: MSX Collection Vol. 3